# Andrea Romeo (arbitro)
Andrea Romeo (Casale Monferrato, 23 settembre 1970) è un dirigente sportivo ed ex arbitro di calcio italiano.

## Biografia

### Arbitro
Di professione agente di commercio, è arbitro dal 1987; appartiene alla sezione arbitrale di Verona e fa parte della CAN dalla stagione 2003-2004.
Infatti, dopo aver totalizzato 54 presenze in serie C1 nei quattro anni di militanza (a cui va aggiunta la finale play-off di serie C2 del 2003 tra Novara e Südtirol) nel 2003 viene promosso nella massima categoria arbitrale, per decisione dell'allora designatore Maurizio Mattei.
Il suo esordio in Serie A è avvenuto il 29 maggio 2005 in Messina-Livorno (1-1), mentre l'esordio in serie B era avvenuto un anno e mezzo prima (l'11 settembre 2003) in occasione di Genoa-Livorno.
Il 3 luglio 2010, con la scissione della CAN A-B in CAN A e CAN B, viene inserito nell'organico della CAN A.
Al termine della stagione sportiva 2012-2013 ha diretto 94 partite in serie A.

### Dirigente
Il 2 luglio 2013 termina la sua carriera arbitrale sul campo, subentrando nei membri della commissione arbitrale di serie D.
L'8 aprile 2014, ospite della trasmissione Sky È sempre calciomercato, annuncia di essersi dimesso dal suo incarico nella commissione arbitrale di serie D al fine di poter rilasciare interviste (vietate da regolamento per gli appartenenti all'AIA) per fare comprendere a tutti cosa provi un arbitro nell'espletamento della propria funzione.
Nel settembre del 2014 è stato ingaggiato dall'Inter per ricoprire il ruolo di addetto agli arbitri, per poi essere promosso a team manager nel mese di novembre. Lascia questo incarico nel giugno 2016, per poi passare, con lo stesso compito, al Milan, a partire dalla stagione 2017-2018. Presenta le dimissioni come team manager del Associazione Calcio Milan prima dell'inizio della stagione 2023-2024, dopo 6 anni passati nelle file del club rossonero. Entra poi nello staff di Sandro Tonali al Newcastle per contribuire al suo inserimento nella nuova realtà inglese.

### Commentatore sportivo
In occasione del Campionato mondiale di calcio 2014, ha partecipato in qualità di opinionista ad alcune trasmissioni RAI.